# Wakefield (cuento)
Wakefield es un cuento del escritor estadounidense Nathaniel Hawthorne, que se publicó por primera vez en la edición de mayo de 1835 en la revista New-England.
Trata de un hombre que un día, sin motivo aparente, deja su casa en Londres, a su esposa y a sus amigos, alquila una habitación justo al final de la calle, y desde allí observa cómo la vida sigue sin él durante más de veinte años. Esta historia, que sólo tenía siete páginas cuando se publicó por primera vez, ha adquirido cierta notoriedad y provocado una amplia variedad de interpretaciones desde que Jorge Luis Borges la calificó en 1952 como la obra más conmovedora de Hawthorne y señaló su cercanía al mundo de Franz Kafka, un mundo de "Castigos enigmáticos y deudas indescifrables. Paul Auster los convirtió (junto con Walden de Henry David Thoreau) en la base de su novela Fantasmas (1987).

## Argumento
La acción de Wakefield se desarrolla íntegramente en la imaginación de un narrador anónimo en primera persona. Recuerda una anécdota supuestamente cierta que leyó una vez en un periódico viejo: En Londres, un hombre dejó a su esposa sin razón aparente y alquiló un departamento a una cuadra de su casa. Durante más de veinte años vigiló de cerca su casa y a su esposa, sólo para volver a entrar por la puerta una noche, "ecuánime como si sólo hubiera estado fuera un día y se hubiera convertido en un esposo amoroso hasta el día de su muerte". ' El narrador pinta este extraño suceso en su mente con más detalles, dándole al hombre un nombre -"llamémoslo Wakefield"- e imaginando cómo le habría ido a Wakefield en su tranquilo armario durante veinte años. Finalmente, el narrador cree que puede ver la moraleja de su historia hecha por él mismo:
"En medio de la aparente confusión de nuestro misterioso mundo, los individuos están tan bien adaptados a un sistema, y los sistemas entre sí, y a un todo, que, al hacerse a un lado por un momento, un hombre se expone al terrible riesgo de perder su lugar para siempre. Al igual que Wakefield, puede convertirse, por así decirlo, en el marginado del universo”.

## Contexto

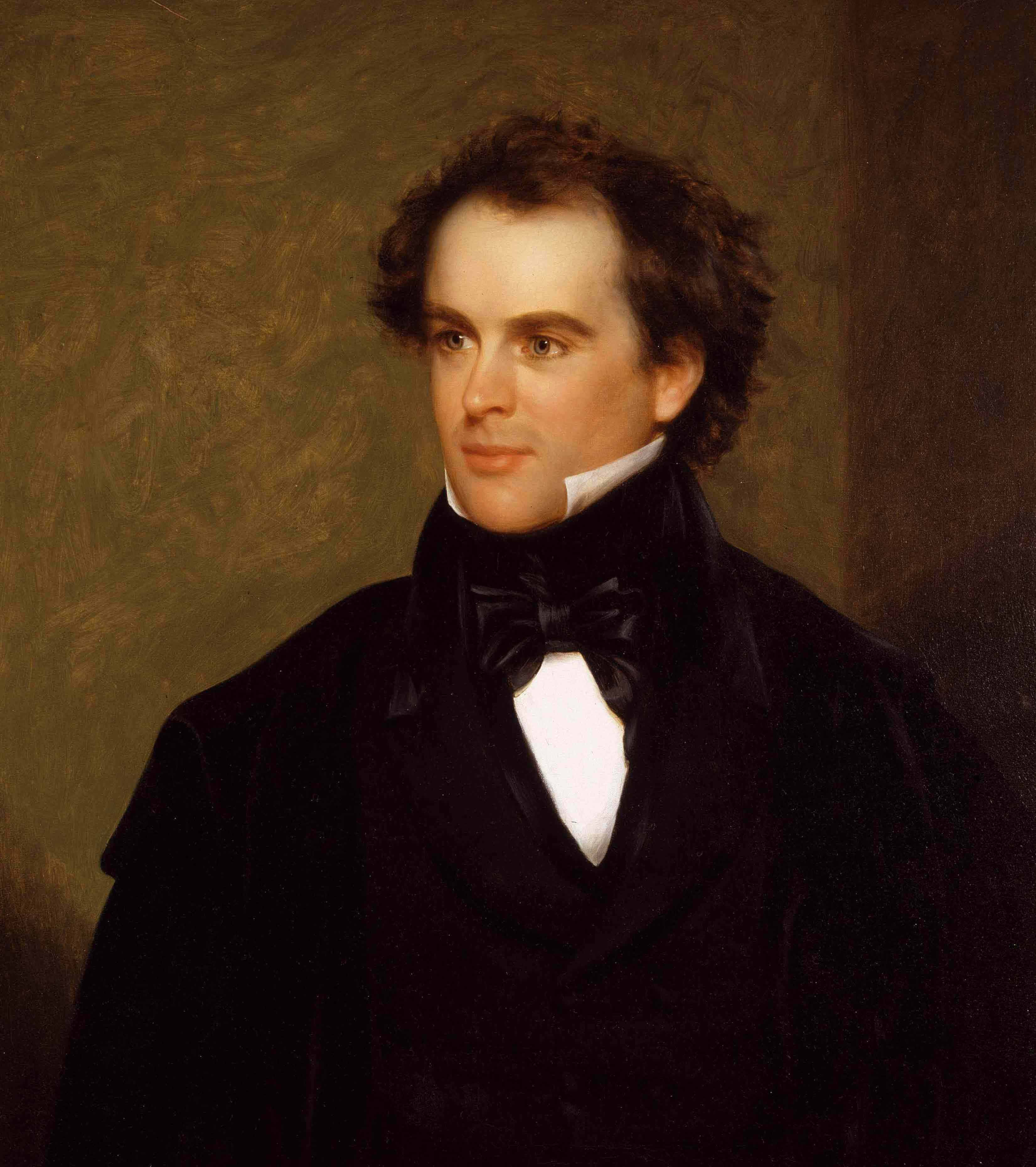
Nathaniel Hawthorne - pintura de Charles Osgood, 1840

Wakefield apareció por primera vez en la edición de mayo de la revista New-England en 1835 y, como todas las obras de Hawthorne antes de 1837, al principio fue anónimo, pero aquí con la nota de que la historia era del mismo autor que The Grey Champion, que había apareció en la misma revista en enero. Luego, en 1837, Hawthorne los publicó en el primer volumen de su colección Twice-Told Tales, que es también su primera publicación.
En realidad, sin embargo, Wakefield estaba destinado con cierta certeza al ciclo narrativo Story-Teller (creado entre 1832 y 1834), que, sin embargo, nunca apareció en su totalidad y sólo puede reconstruirse parcialmente. Aunque la revista New England Magazine comenzó a reimprimir esta obra en serie en 1834, la interrumpió después de dos números y a partir de 1835 sólo publicó algunas historias individuales y otros fragmentos sin tener en cuenta el contexto original. El Story-Teller es una serie de historias cortas integradas en un marco narrativo general. El narrador en primera persona, y al mismo tiempo protagonista de la historia de fondo es llamado "Oberon" (llamado así por el personaje de El sueño de una noche de verano de Shakespeare), que deambula por Nueva Inglaterra y Nueva York. Las ubicaciones de algunas narraciones individuales del Story Teller se pueden asignar a algunos fragmentos del marco basándose en referencias de contenido, que Hawthorne luego declaró como "bocetos" (sketches), pero que a pesar de ello se publicaron. Sin embargo, Wakefield parece ser diferente de otras historias de Hawthorne de la época, ya que la historia tiene lugar en Londres en lugar de Nueva Inglaterra. Es posible que Hawthorne la escribiera años antes que las otras historias del Story Teller y la agregara más tarde a este ciclo narrativo. Lea Bertani Vozar Newman considera posible que Hawthorne escribiera la historia poco después de graduarse en el Bowdoin College en 1825; en este caso fue uno de sus primeros ejercicios literarios.
Alfred Weber sugiere que en Story Teller, Wakefield siguió los párrafos iniciales de un boceto de viaje publicado por Hawthorne en diciembre de 1835 como The Canal Boat. Aquí se muestra a Oberón viajando en un barco de vapor por el Canal de Erie hacia las cataratas del Niágara. Cuando hacía mal tiempo, los pasajeros aburridos se retiraban a la cubierta de la cabina, incluido un excéntrico turista inglés, que observaba a sus compañeros de viaje en silencio pero con atención y anotaba en un cuaderno, presumiblemente, sospecha Oberón, para recopilar material para un irrespetuoso diario de viaje, que tiene la intención de publicar en Inglaterra. Oberón observa así a un observador (hasta que sus ojos se encuentran en un espejo), de la misma manera que "mira" a Wakefield en su narrativa interna, tratando de sondear sus pensamientos más íntimos, y el turista inglés, por su parte, guarda algunas similitudes con el personaje Wakefield: ambos son outsider, observadores distantes de una sociedad que no despierta en ellos ningún sentimiento de simpatía sino meramente curiosidad analítica.

## Recepción contemporánea
En las representaciones de la historia literaria estadounidense, Wakefield se sitúa a menudo junto a El hombre de la multitud (1840) de Edgar Allan Poe y Bartleby, el escribiente (1853) de Herman Melville, las cuales apuntan más allá del romanticismo y abordan la alienación de la gente "moderna", especialmente habitantes de la ciudad. Es posible que Wakefield haya sido el modelo directo de ambas historias. Esto puede ser particularmente cierto en el caso de Poe, quien, en su famosa reseña de 1842 de Twice-Told Tales para Graham's Magazine, destacó a Wakefield como particularmente exitoso:

It would be a matter of some difficulty to designate the best of these tales; we repeat that, without exception, they are beautiful. ‚Wakefield‘ is remarkable for the skill with which an old idea — a well-known incident — is worked up or discussed. A man of whims conceives the purpose of quitting his wife and residing incognito, for twenty years, in her immediate neighborhood. Something of this kind actually happened in London. The force of Mr. Hawthorne’s tale lies in the analysis of the motives which must or might have impelled the husband to such folly, in the first instance, with the possible causes of his perseverance. Upon this thesis a sketch of singular power has been constructed.
Sería bastante difícil designar el mejor de estos cuentos; Repetimos que, sin excepción, son hermosos. 'Wakefield' destaca por la habilidad con la que se elabora o discute una vieja idea, un incidente bien conocido. Un hombre concibe caprichosamente el propósito de abandonar a su mujer y residir de incógnito, durante veinte años, en su inmediata vecindad. En realidad, algo parecido ocurrió en Londres. La fuerza del relato del señor Hawthorne reside en el análisis de los motivos que debieron o pudieron haber impulsado al marido a tal locura, en primer lugar, junto con las posibles causas de su perseverancia. Sobre esta tesis se ha construido un bosquejo de un poder singular.

En El hombre de la multitud, el paralelo con Wakefield se vuelve particularmente claro en la pérdida de individualidad en el anonimato de la gran ciudad, contra la cual advierte el narrador de Hawthorne: "Debemos apresurarnos tras él por la calle, antes de que pierda su individualidad y se derrita. en la gran masa de la vida londinense. Sería inútil buscarlo allí." La historia de Poe también se desarrolla en Londres, y su narrador sigue los pasos de un enigmático transeúnte para descubrir su secreto, pero parece que este último (al igual que Asuero, el judío errante) está condenado a caminar. sin cesar y sin rumbo por las calles de la ciudad. "Este anciano", se dice finalmente el narrador, "es la encarnación, es el espíritu del crimen". No puede estar solo. Él es el hombre entre la multitud. Sería en vano seguir persiguiéndolo, porque no sabría nada de él, nada de sus actos. "
Melville menciona indirectamente a Wakefield en una carta a Hawthorne, fechada el 13 de agosto de 1852, conocida como la "carta de Agatha". En ella, Melville relata su viaje a la isla de Nantucket unas semanas antes, donde un abogado de New Bedford (es decir, John H. Clifford) le contó la historia de una tal Agatha de Duxbury, cuyo marido llevaba diecisiete años desaparecido y que se suponía fallecido desde haceía mucho tiempo, y que sólo reapareció cuando ella hizo preparativos para casarse con otro hombre. Melville le escribió a Hawthorne que este extraño suceso le había recordado a su "marido londinense" („I am reminded of your London husband“), y no sólo sugirió que lo convirtiera en una historia, sino que le envió en la misma carta los expedientes pertinentes. Hawthorne aparentemente no respondió a esta sugerencia, por lo que Melville supuestamente editó el material él mismo; presumiblemente se trata de la historia perdida La Isla de la Cruz. Pero Bartleby, escrito probablemente al mismo tiempo y publicado de forma anónima en 1853, también muestra claros paralelismos con Wakefield de Hawthorne. En ambas historias, el motivo detrás de la escandalosa negativa a existir de los protagonistas sigue siendo insondable.
También se supone una influencia directa de Wakefield en la novela de Henry James The Beast in the Jungle (1903).

## Adaptación cinematográfica
- Wakefield, película estadounidense dirigida por Robin Swicord, con Bryan Cranston y Jennifer Garner. La película es una adaptación de E. L. Doctorow de su propio cuento homónimo, que es a su vez una reescritura del cuento de Nathaniel Hawthorne, habiéndose limitado Doctorow, en su mayor parte, a trasladar la historia a los Estados Unidos de la época.[14]

## Ediciones
- Wakefield. En: The New-England Magazine 8:5, mayo de 1835, págs. 341-347. (versión digitalizada de la primera publicación en el sitio web de la Biblioteca de la Universidad de Cornell)

- Nathaniel Hawthorne: Twice-Told Tales. American Stationers' Co., Boston 1837. (primera edición de Twice-Told Tales se puede encontrar digitalizada en las páginas de Internet Archive)
- La edición estándar moderna de las obras de Hawthorne es The Centenary Edition of the Works of Nathaniel Hawthorne (ed. por William Charvat, Roy Harvey Pearce et al., Ohio State University Press, Columbus OH 1962-1997; 23 vols.). Wakefield se encuentra aquí en el Volumen IX ( Twice-Told Tales, 1974) editado por Fredson Bowers y J. Donald Crowley. Numerosas antologías de cuentos de Hawthorne contienen la historia

- Nathaniel Hawthorne: ales and Sketches. Editado por Roy Harvey Pearce. Biblioteca de América, Nueva York 1982. ISBN 1-883011-33-7 (edición basada en la Centenary Edition)